# 馬桑塔省
馬桑塔省是西非國家畿內亞的33個省之一，位於該國東南部，由恩澤雷科雷大區負責管轄，首府設於馬桑塔，北臨基西杜古省和凱魯阿內省，東接貝拉省和恩澤雷科雷省，南毗約穆省，西鄰利比里亞，面積8,600平方公里，人口約296,000。